# Sladkorna palma
Sladkorna palma (znanstveno ime Borassus flabellifer) je doma v Južni Aziji (zlasti v Bangladešu in Južni Indiji) in Jugovzhodni Aziji. Domnevno je naturalizirana na Sokotri in delih Kitajske.

## Opis
Borassus flabellifer je robustno drevo in lahko doseže višino 30 metrov. Deblo je sivo, robustno in obrobljeno z listnimi brazgotinami; stari listi ostanejo pritrjeni na deblo več let, preden čisto odpadejo. Listi so pahljačasti in dolgi 3 m, z robustnimi črnimi zobci na robovih pecljev. Kot vse vrste Borassus je tudi B. flabellifer dvodomna z moškimi in ženskimi cvetovi na ločenih rastlinah. Moški cvetovi so manj kot 1 cm dolgi in tvorijo polkrožne grozde, ki se skrivajo pod luskastimi ovršnimi lističi v mačicastih socvetjih. Nasprotno pa so ženski cvetovi veliki kot žogica za golf in posamični ter sedijo na površini osi socvetja. Po opraševanju se ti cvetovi razvijejo v mesnate plodove, široke 15–25 cm, od katerih vsak vsebuje 1–3 semena. Plodovi so črni do rjavi s sladko, vlaknato pulpo in vsako seme je zaprto z olesenelim endokarpom. Mlade sadike rastejo počasi in proizvedejo le nekaj listov vsako leto (faza vzpostavitve), vendar v še nedoločenem času hitro rastejo in proizvedejo močno steblo.

## Uporaba

### Sadje
Plod meri od 10 cm do 18 cm v premeru, ima črno lupino in raste v grozdih. Zgornji del sadeža je treba odrezati, da se razkrijejo sladke želejaste semenske vrečke, prosojno bledo bele barve, podobne tistim pri ličiju, vendar blažjega okusa in brez koščic. Semenske vrečke sladkega želeja se pojavljajo v kombinacijah dveh, treh ali štirih semen znotraj sadeža. Želatinasti del sadeža je prekrit s tanko, rumenkasto rjavo lupino. Znano je, da vsebujejo vodeno tekočino znotraj mesnatega belega telesa. Te semenske vrečke so bile navdih za nekatere sladice sandeš, imenovane jalbhora (জলভরা), ki jih najdemo v Bengaliji. Mehka oranžno rumena mezokarpna pulpa zrelega sadeža je sladka, gosta in užitna, bogata z vitaminoma A in C. Vsebujejo tudi grenko spojino, imenovano flabeliferini, ki so steroidni saponini.
Konvencionalen način uživanja tega sadja je, ko je zunanji ovoj še nezrel, medtem ko se semena uživajo kot sadje. Če pa pustite dozoreti ves sadež, lahko vlaknasto zunanjo plast palmovih plodov uživate tudi surovo, kuhano ali pečeno. Ko se to zgodi, dobi sadež vijolično-črn odtenek in okus podoben kokosovemu mesu. Lupina se uživa tudi kot del sadja, podobno kot se lupine manga pogosto uživajo skupaj s sadjem. Bengalci so izpopolnili umetnost priprave različnih sladkih jedi z rumenkasto viskozno tekočo snovjo, pridobljeno iz zrelega palmovega sadeža. Sem spadajo v gorčičnem olju ocvrte (izmenično v sončničnem olju) taal-er bora (তালের বড়া) palmyra vadas ali zmešane z zgoščenim mlekom za pripravo taal-kheerja (তাল ক্ষীর).
V Kerali se imenuje nonku (നൊങ്ക്), medtem ko se v Tamil Naduju imenuje nungu (நுங்கு). V Odiši se imenuje tala (ତାଳ). Ledeno jabolko v Indoneziji imenujejo buah lontar ali siwalan. V Karnataki se imenuje Taati Nungu (ತಾಟಿ ನುಂಗು / ತಾಟಿ ನಿಂಗು). V Telangani in Andra Pradeš se to sadje imenuje Thaati Munjalu (తాటి ముంజలు). V jeziku tulu obalne Karnatake se imenuje Erolu (ಇರೋಲು).
- Priprava semen Borassus flabellifer v cestni stojnici (Mjanmar)
- Lonec za zbiranje vina Toddy ali palm, Indija
- Užitna želejasta semena palmire palme, (తాటి ముంజలు) Guntur, Indija

### Sok
Pridobivanje soka tradicionalno vključuje potrkavanje vrhnjih poganjkov in zbiranje kapljajočega soka v visečih lončenih lončkih (v nekaterih regijah plastična ali bambusova steklenica). Sok, zbran zvečer ali po fermentaciji, postane kisel in se v maratščini imenuje Tadi (ताडी). Ta sok je bil glavni vir proizvodnje sladkorja na Tajskem, preden so uvedli sladkorni trs, kot je razvidno iz tajske besede za sladkor nam tan (น้ำตาล), kar dobesedno pomeni voda palme tala.
Sladkorni sok, imenovan toddy, se lahko pridobi iz mladega socvetja, moškega ali ženskega. Toddy je fermentiran, da naredi pijačo, imenovano arrack ali pa je koncentriran na surovi sladkor, imenovan jaggery ali taal patali (তাল পাটালী) v bengalščini in pana vellam ali karuppukatti (கருப்புகட்டி ali கருபட்டி) v tamilščini. V Indoneziji ga imenujejo Gula Jawa (javanski sladkor) in se pogosto uporablja v javanski kuhinji. Na Tajskem ga imenujejo nam tan pik (น้ำตาลปึก), kar se nanaša na vrečko sladkorja, pridobljenega s sušenjem palmovega soka, čeprav je danes nam tan pik pogosto narejen iz kokosove vode, ker je primeren za gojenje in nabiranje.
Na Tajskem obstajajo tehnike, ki uporabljajo protibakterijska sredstva nekaterih vrst lesa, da preprečijo, da bi sok med točenjem postal kisel. Po sterilizaciji je sok na voljo kot pijača, imenovana nam tan sod (น้ำตาลสด, lit. 'svež sladkor') ali uporabljen za izdelavo alkoholne pijače, imenovane nam tan mao (น้ำตาลเมา lit. 'pijani sladkor').

### Kalčki
V indijskih zveznih državah Tamil Nadu, Andra Pradeš, Telangana in Bihar ter v Jaffni, Bengaliji, Šrilanki, semena posadijo in vzklijejo, mesnata stebla (pod površjem) pa skuhajo ali popečejo in pojedo. Je zelo vlaknat in hranljiv. Znan je kot TheGalu (తేగలు) ali Gaygulu (గేగులు) ali Gengulu (గెంగులు) (zlasti v Telangani) v Telugu, kot Panai Kizhangu ali Panangkizhangu (பனங்கிழங்கு) v tamilu in kot Htabin Myiq (ထန်း ပင် မြစ်) v Mjanmaru.
Trdo lupino kaljenega semena prav tako razrežejo, da odstranijo hrustljavo jedro, ki ima okus po bolj sladkem vodnem kostanju. V telugu se imenuje Buragunju (బురగుంజు), v tamilščini pa "thavanai".
Belo jedro zrelega sadeža palme, potem ko je nekaj mesecev stalo, se uporablja kot daritev v Lakšmi Puja v različnih delih Bengalije in se tudi uživa surovo.

### Listi
Listi Borassus flabellifer se uporabljajo za slamo, podloge, košare, pahljače, klobuke, dežnike in kot pisalni material.
Vsa literatura stare tamilščine je bila napisana v ohranjenih palmovih listih, znanih tudi kot rokopis Palmovih listov, v tamilščini Yaedu ali Olai chuvadi. Večina starodavne literature v telugu je napisana na palmovih listih (Tala patra grandhas).
V Indoneziji so liste v starodavni kulturi uporabljali kot papir, znan kot lontar (iz stare/moderne javanščine ꦫꦺꦴꦤ꧀ ꦠꦭ꧀ ron tal - tal listi). Izbrani so bili listi ustrezne velikosti, oblike, teksture in zrelosti, nato obdelani s kuhanjem v slani vodi s kurkumo v prahu kot konzervansom. Liste so nato posušili. Ko so bili dovolj suhi, so sprednjo stran lista zloščili s plovcem, izrezali na pravo velikost in v enem kotu naredili luknjo. Vsak list je tvoril štiri strani. Pisalo se je s pisalom in je imelo zelo napisan in medsebojno povezan slog.
Steblo listov ima trnaste robove (v tamilščini se imenuje karukku).
Kožo stebla lahko olupijo in uporabijo kot vrv ter tudi za tkanje posteljic (நார்க்கட்டில் v tamilščini). V nekaterih delih Tamil Naduja pripravljajo različne torte iz riževe moke (imenovane "Kozhukattai") z uporabo listov.
V vzhodnem delu Indije se listi uporabljajo za izdelavo ročnih pahljač.

### Deblo
Debla se uporabljajo za izdelavo ograj, proizvajajo pa tudi močna, žilasta vlakna, primerna za vrvi in krtače. Črni les je trden, težek in trpežen ter zelo cenjen za gradnjo. Je boljši od kokosovega lesa ali rdeče palme.

### Krošnja
Ko drevesu odstranimo krošnjo, je segment, iz katerega izraščajo listi, užitna pogača. To se imenuje pananchoru (பனஞ்சோறு) v tamilščini ali thati adda (తాటి అడ్డ/తాటి మట్ట) v telugu.

### Korenine
V Kambodži, kjer je palma znana kot thnôt (kmerščina), korenine sušijo in kadijo za zdravljenje nosnih težav.

## Gojenje
Borassus flabellifer ima vzorec rasti, zelo veliko velikost in čiste navade, zaradi katerih je privlačno okrasno drevo, ki se goji za sajenje v vrtovih in parkih kot pokrajinska vrsta palme.

## Kulturni simbolizem
- Palmira je uradno drevo Tamil Naduja. V tamilski kulturi ga zelo spoštujejo, imenujejo ga katpaha tharu (nebeško drevo), ker so vsi njegovi deli uporabni. Panaiveriyamman, imenovan po panai, tamilskem imenu za palmirsko palmo, je starodavno drevesno božanstvo, povezano s plodnostjo, povezano s to palmo. To božanstvo je znano tudi kot Taalavaasini, ime, ki jo dodatno povezuje z vsemi vrstami palm.[10]
- Azijska palmira palma je simbol Kambodže, kjer je zelo pogosta palma, ki jo najdemo po vsej državi. Raste tudi v bližini templja Angkor Vat.[11]
- V Indoneziji je drevo Palmyra simbol province Južni Sulavezi.
- Ta rastlina je prevzela domišljijo Bengalcev, zlasti po besedah Rabindrantha Tagoreja, čigar otroška pesmica Taal Gaach ek Paye daariye (তাল গাছ এক পায়ে দাড়িয়ে) stoji na eni nogi drevesa Sajha ..., dobesedno Palmyra ... Pot (সহজ পাঠ) je osnovno čtivo v večini šol v Zahodni Bengaliji in Bangladešu.
- V hindujskem epu Mahabharata je palmira zastava Bheeshme